# 安迪拉梅納區

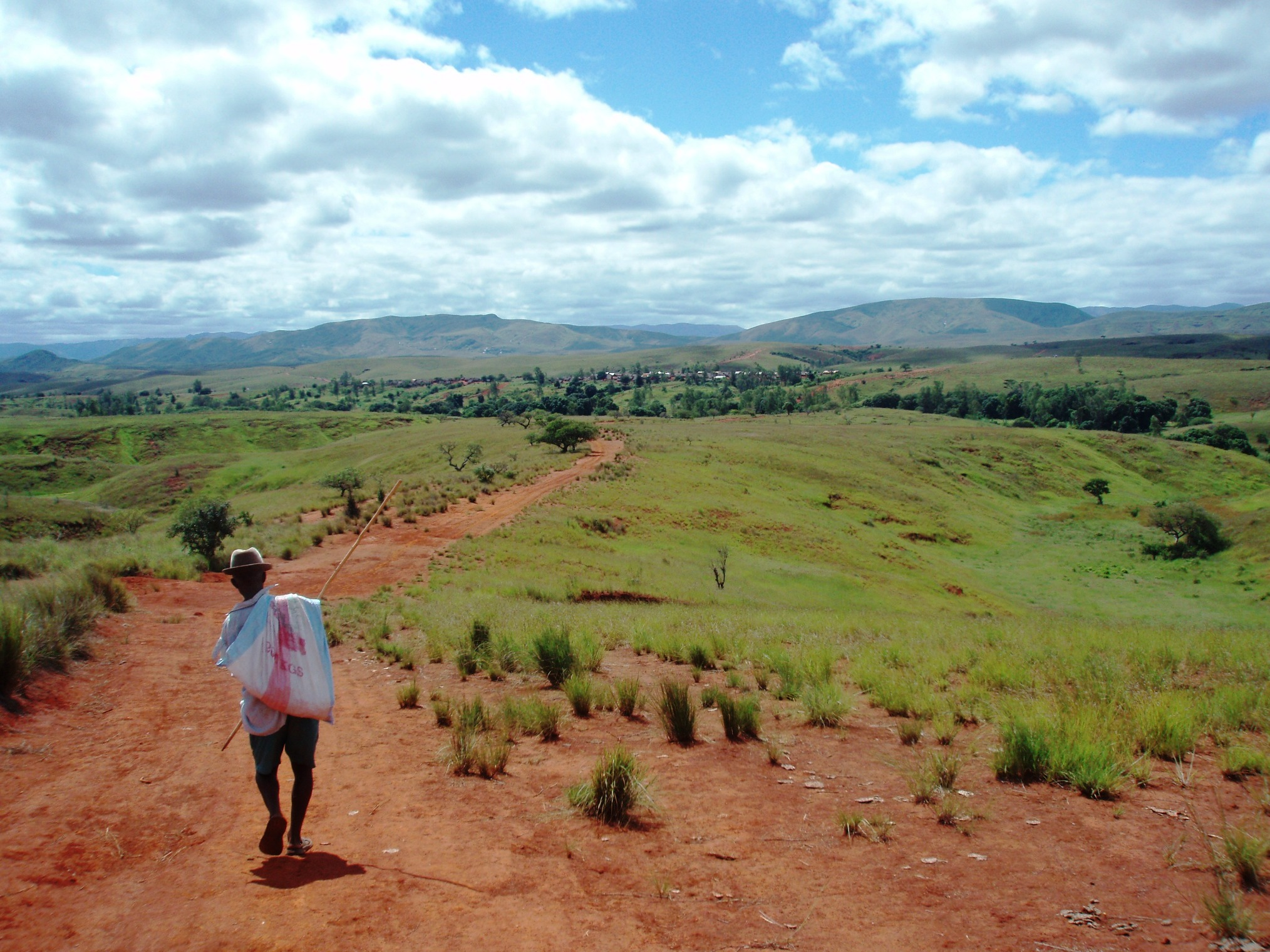

安迪拉梅納區，是馬達加斯加的行政區，位於該國東部，由阿拉奧特拉-曼古羅區負責管轄，首府設於安迪拉梅納，面積7,405平方公里，2011年人口66,826，人口密度每平方公里9人。